# Wikifunctions
A Wikifunctions (Wikifunkciók) a számítógépes funkciók közösen szerkesztett katalógusa, amely lehetővé teszi a forráskódok létrehozását, módosítását és újrafelhasználását. Szoros kapcsolatban áll az Absztrakt Wikipédiával, amely a Wikidata kiterjesztése, hogy a Wikipédia nyelvfüggetlen változatát hozza létre a strukturált adatok felhasználásával. Az ideiglenes Wikilambda nevet, a Wikifunctions végleges nevét 2020. december 22-én jelentették be egy névválasztási versenyt követően. A Wikifunctions az első Wikimedia projekt a 2012-es Wikidata óta, három év fejlesztés után a Wikifunctions hivatalosan 2023 júliusában indult.

## Lásd még
- Rosetta Code